# Gauley River
Der Gauley River ist einer der bei Kajakfahrern beliebtesten Wildwasserflüsse im Osten der Vereinigten Staaten und der Hauptanziehungspunkt für Ausflügler und Touristen in der Gauley River National Recreation Area.
Das Gewässer bildet den rechten Quellfluss des Kanawha River im Zentrum von West Virginia. Der Fluss hat eine Länge von 172 km, das Einzugsgebiet umfasst 3681 km².

## Quellgebiet und Lauf
Das Gauley River entspringt im Monongahela National Forest, genauer am Gauley Mountain im Pocahontas County in West Virginia, aus den drei Quellgewässern North, Middle und South Fork Gauleny River, die alle den äußersten Süden des Randolph County durchfließen; diese vereinigen sich im Webster County. Der Fluss folgt dann einem generell westsüdwestlichen Lauf durch Webster, Nicholas und Fayette County und passiert dabei die Städte Camden-on-Gauley und Summersville. Unterhalb des Summersville Lake mäandriert der Fluss nach Westen, bevor er bei Belva nach Süden abknickt, bis er sich schließlich in Gauley Bridge mit dem New River vereinigt und so den Kanawha River bildet. Über diesen und den Ohio River ist der Gauley River Bestandteil des Einzugsgebietes des Mississippi River.

## Zuflüsse
Abgesehen von den Quellflüssen sind die wichtigsten Nebenflüsse des Gauley Rivers Cranberry River und Williams River, die beide im Webster County einmünden sowie der Cherry River, dessen Mündung bei Curtin im Nicholas County liegt und der Meadow River, der an der County-Grenze zwischen Fayette County und Nicholas County mündet.

## Staudämme
Im Nicholas County wird der Fluss vom U.S. Army Corps of Engineers durch den Summersville Dam aufgestaut und bildet so den Summersville Lake. Das Gauley River National Recreation Area liegt unterhalb des Staudammes.

## Wildwasser
Der Gauley River wird ganzjährig von Freizeitkajakfahrern genutzt; kommerzielle Raftinganbieter sind vom Frühling bis zum Herbst aktiv. Während des größten Teils des Jahres sind die Möglichkeiten und der Schwierigkeitsgrad von den Niederschlägen und dem Wasserstand am Summersville Lake abhängig. Erstmals am Freitag nach dem Labor Day gewährt das Army Corps of Engineers eine Serie von 21 kontrollierten Wasserablässen, die ausgesprochen nur den Freizeitsuchenden unterhalb dienen. Diese „Gauley Season“ findet an den sechs aufeinanderfolgenden Wochenenden statt, jeweils von Freitag bis Montag, am letzten Wochenende nur samstags und sonntags. Typischerweise werden dabei 68 bis 79 m³/s Wasser freigegeben.
Dieser Wasserablass geht auf ein Gesetz des Kongresses zurück, und die Region nimmt dadurch Millionen US-Dollar jährlich ein, weil viele Kajakfahrer aus den gesamten Vereinigten Staaten und aus anderen Ländern speziell deswegen anreisen. Das Gesetz war das erste Gesetz in den Vereinigten Staaten, mit dem das Ablassen von Wasser aus Stauseen zum Zweck der Wildwasserfahrer angeordnet wurde.
Der Gauley River wird in der Regel in zwei Abschnitten befahren: dem schwereren 16 km Upper Gauley in der Klasse IV–V und dem leichteren 18 km langen Lower Gauley in der Klasse III-IV, V Teile des 9 km langen Middle Gauley in der Klasse III+ und IV werden normalerweise in Verbindung mit den beiden anderen Abschnitten befahren, gelegentlich auch als einfache Alternative alleine.
Im oberen Abschnitt gibt es Dutzende von Stromschnellen, die bekanntesten davon werden als Big Five bezeichnet:
- Insignificant (Klasse V – wird ironisch so genannt, weil die erste Expedition oberhalb von Pillow Rock nicht signifikantes gefunden haben wollte)
- Pillow Rock (Klasse V – zugänglich über einen steilen Pfad vom Schlachtfeld an der Carnifax Ferry. Sehr starke Stromschnelle.)
- Lost Paddle (Klasse V – eine lange, trügerische Stromschnelle, die aus vier Teilen besteht, First Drop, Second Drop, Third Drop und Tumblehome.)
- Iron Ring (Klasse V – heißt so, weil vor vielen Jahren Holzfäller einen großen Eisenring an einem Felsen befestigt hatten; dieser Ring wurde in den 1980er Jahren von Vandalen abgesägt und entfernt.)
- Sweet’s Falls (Klasse V – benannt nach John Sweet, einem Kanufahrer und Pionier des Sportes am Gauley River.)

Am Mittel- und Unterlauf gibt es weniger Stromschnellen als am Oberlauf, und diese folgen nicht so schnell aufeinander, obwohl es auch in diesem Bereich einige technisch anspruchsvoll zu fahrende Stromschnellen gibt.

## Geschichte
Am 10. September 1861 kam es am Fluss während des Sezessionskrieges in der Schlacht von Carnifex Ferry zu einem Sieg der Unionstruppen.

## Namensvarianten
Nach den Angaben im Geographic Names Information System des United States Geological Survey war der Gauley River unter mehreren anderen Namen bekannt:
- Chin-que-ta-na
- Chinquetanacepewe
- Falling Creek
- Gaul River
- Gawly River
- Gualey River
- River of Gauls
- The Falling Creek
- The Falls Creek
- To-ke-be-lo-ke
- To-ke-bel-le-ke
- To-ke-bel-lo-ke
- Tokobelloke